# James Hamilton (6e duc de Hamilton)
Pour les articles homonymes, voir James Hamilton et Hamilton.
James George Hamilton est un pair écossais né le 10 juillet 1724 et mort le 17 janvier 1758. Il est le 6e duc de Hamilton et le 3e duc de Brandon de 1743 à sa mort, succédant à son père James Hamilton.

## Biographie
Il épouse en 1752 Elizabeth Gunning. Elle lui donne trois enfants :
- Lady Elizabeth Hamilton (26 janvier 1753 – 14 mars 1797), épouse en 1774 le comte de Derby Edward Smith-Stanley ;
- James Hamilton (18 février 1755 – 7 juillet 1769), 7e duc de Hamilton ;
- Douglas Hamilton (24 juillet 1756 – 2 août 1799), 8e duc de Hamilton.

Il meurt à l'âge de 33 ans à Great Tew après avoir pris froid lors d'une partie de chasse. Son fils aîné lui succède dans ses titres.